# Pedro Avilés Pérez
Pedro Avilés Pérez (Badiraguato ,Sinaloa, México; 11 de abril de 1931 - 15 de septiembre de 1978), también conocido como "Don Pedro" y "El León de la Sierra", fue un jefe capo de una organización criminal dedicada al tráfico de drogas en México, el Cartel de Sinaloa, con su hermano. Fue asesinado el 15 de septiembre de 1978 en el lugar conocido como “La Y”, cuando se dirigía al poblado de agua caliente, Fue detenido por el Ejército Mexicano en una cita engañosa, quien les quitó las armas, para luego batirse a tiros junto con otras tres personas. Manuel Salcido Uzeta dio muerte a Alcalá, quién presuntamente fue quien dio la orden de su muerte. Tras su fallecimiento, Luciano Aviles Pérez, su hermano, con Miguel Ángel Félix Gallardo se erigió como "El Jefe de Jefes", rodeándose de gente como Amado Carrillo Fuentes, Héctor Luis Palma Salazar, Joaquín Guzmán Loera, Ismael Zambada García, Ernesto Fonseca Carrillo, Rafael Caro Quintero, Felipe Gurrola Gutiérrez, Manuel Salcido Uzeta, Juan José Esparragoza Moreno, Adan Salazar Zamorano, Crispin Salazar Zamorano, Jesús Alfredo Salazar Ramirez, Marco Antonio Paredes Machado